# Bismarck-Denkmal (Barmen)

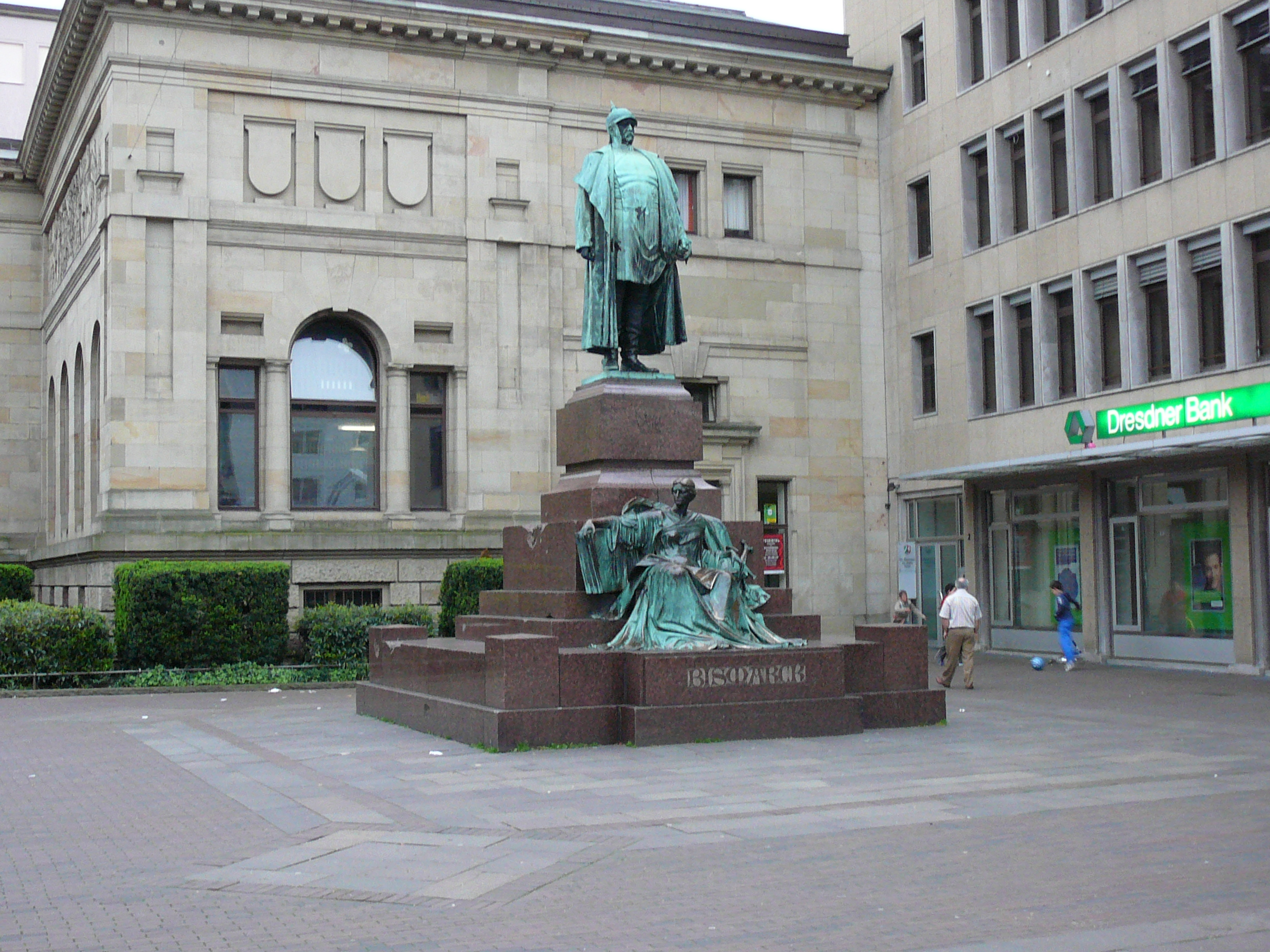
Bismarck-Denkmal

Das Bismarck-Denkmal in der damals selbstständigen Stadt Barmen (heute Stadtteil von Wuppertal) wurde 1902 eingeweiht. Es stammt von dem Berliner Bildhauer Hugo Lederer und stand ursprünglich vor dem alten Barmer Rathaus an der Werther Straße (heutiger Name: Werth); im Jahr der Fertigstellung des neuen Barmer Rathauses wurde es im Herbst 1921 an seinen heutigen Standort vor der Barmer Ruhmeshalle auf dem Geschwister-Scholl-Platz versetzt.

## Beschreibung
Das Barmer Bismarckdenkmal besteht aus einem 3,5 m hohen Unterbau aus schwedischem Granit, der in der Berliner Werkstätte Kessel & Röhl angefertigt wurde. Darauf steht das 3,25 m hohe Standbild Bismarcks, als Begleitfigur dient ein Sitzbildnis der Muse Klio auf der Vorderseite des Unterbaus. Beide Figuren wurden nach den Modellen von Lederer in der Berliner Gießerei H. Noack in Bronze gegossen. Unterhalb der Clio-Figur trägt der Unterbau die Inschrift „Bismarck“.

## Geschichte
Die Stadt Barmen verlieh dem ehemaligen Reichskanzler Otto von Bismarck am 1. April 1895, anlässlich seines 80. Geburtstags, die Ehrenbürgerwürde. Bei dieser Gelegenheit wurde auch erstmals erörtert, Bismarck in Barmen ein Denkmal zu setzen.
Von der Einweihung am 18. Januar 1900, dem Jahrestag der Kaiserproklamation in Versailles (1871), berichtete die überregionale, besonders wegen ihres Kultur-Feuilletons renommierte Kölnische Zeitung:

„Barmen, 18. Januar. Am heutigen Gedenktage der Wiederaufrichtung des deutschen Reiches wurde hier ein Standbild des Mannes feierlich enthüllt, dem die Wiedergeburt Deutschlands ganz besonders zu danken ist. Die Anregung war am 80. Geburtstag des Altreichskanzlers bei einer Jubelfeier in der Concordia gegeben worden und hatte in allen Kreisen der Bürgerschaft eine so freundliche Aufnahme gefunden, daß schließlich über 110.000 Mark zusammenkamen. Ein Entwurf des Bildhauers Hugo Lederer in Berlin, der bei einem Bismarckdenkmal für Düsseldorf den zweiten Preis errungen hatte, wurde ausgewählt; nur wurde eine Figur der Klio geändert. Die Stadtverordneten stellten den Platz vor dem alten Rathause zur Verfügung.

Das Standbild ist in jeder Beziehung kunstvoll; auf einem 3½ m hohen, aus schwedischem Granit herstellten Sockel erhebt sich die Figur Bismarcks in der Interimsuniform seiner Halberstädter Cuirassiere. Den Mantel geöffnet, hält der Altreichskanzler in der Linken den Pallasch, während die Rechte herabhängt… auf den Stufen des Sockels zu Füßen des Reichskanzlers sitzt die Muse der Geschichte mit abgelegtem Helm und Schwert, um mit ehernem Griffel die Großthaten des gewaltigen Reichsschmiedes ins Buch der Geschichte einzutragen … Der Vorsitzende des Denkmal-Ausschusses, Ad. Erbslöh hielt die Weiherede … und übergab das Denkmal der Stadt mit den Worten: „Und wenn der Barmer Bürger der Gegenwart und der Zukunft, der an dem Denkmal vorübergeht, durch einen Blick auf die hohe Gestalt unwillkürlich eine patriotische Anregung empfängt, eine Stärkung seines nationalen Empfindens, wenn ihn Fürst Bismarck, die Verkörperung des Gefühls der Pflicht gegen das Vaterland zuweilen daran mahnt, auch seine Pflicht zu erfüllen, dann wird das Denkmal nicht nur eine Zierde der Stadt sein, nein, dann erhält es einen höheren Zweck: es wird ihr zum Segen gereicht!““

Ab Nachmittag des Einweihungstages fand in der Barmer Stadthalle eine Feier für 250 geladene Gäste statt. Der Abend wurde von der Beleuchtung des Denkmals mit Magnesiumfackeln begleitet und endete mit einem Feuerwerk in den Barmer Anlagen beim Kriegerdenkmal.
Die Kosten für das Denkmal betrugen 100.000 Mark. Aus den Mitteln des Denkmalfonds blieben 3.000 Mark übrig; nach einem Beschluss der Stadtverordneten sollten die Zinsen dieses Betrags verwendet werden, um alljährlich zu Bismarcks Geburtstag am 1. April Blumenschmuck für das Denkmal zu finanzieren.